# 実録九州やくざ抗争 誠への道
『実録・九州やくざ抗争 誠への道』（じつろく きゅうしゅうやくざこうそう まことへのみち）は、日本のヤクザ映画。村上和彦原案・脚本による実録極道シリーズ第1弾。大沢樹生主演。2006年と2007年にVHS・DVD同時発売で全2巻でリリース。

## 概要
九州全体が戦国時代の様相を呈していた時代、大中小と数多の組織が群雄割拠しており、大牟田市には大小、5つのやくざ組織が存在しており
いまだかつて誰も成し遂げていない九州制覇を目標に小競り合いを繰り返していた。そんななか、村冨興業（後の村富一家）は躍進し大牟田市の一大勢力を築いていき、大場一家と衝突する。
二代目村富一家総長 田宮成圭（永澤俊矢）は大賀磯治会長（千葉真一）の盃を受け雄仁会入りする。大牟田統一した功績と村富一家の組織力を買われた田宮成圭は雄仁会副幹事長に就任。松葉誠次郎（岡崎二朗）が二代目雄仁会会長に就任し、田宮成圭は二代目雄仁会副会長に昇格。その後、田宮成圭が銃弾に倒れ・・・。
浪岡政浩（大沢樹生）が村富一家に縁を持ち三代目村富一家若頭および二代目村富会会長に、村神長二郎（清水宏次朗）が三代目村富一家総長および二代目雄仁会副理事長になるまでを描く。
浪川政治が、村上一家に縁を持ち、三代目村上一家若頭になるまでを描いている。

## キャスト
村冨興業 → 村富一家
- 大沢樹生：村富一家組員 浪岡政浩 → 初代村富会若頭 → 三代目村富一家若頭 / 二代目村富会会長（モデルは浪川政治）
- 渡辺裕之：初代村富一家総長 村富浩一郎（モデルは村上浩二）
- 清水宏次朗：村富一家幹部 村富長次郎（浩一郎の実弟）→ 二代目実子分 / 初代村富会会長 → 三代目村富一家総長（モデルは村神長二郎）
- 永澤俊矢：村富一家組員 田宮成圭 → 二代目村富一家総長
- 金山一彦：村富一家組員 毛利憲一 → 二代目村富一家若頭 → 二代目村富一家本部長
- 武蔵拳：村富一家組員 坂田巧 → 二代目村富一家舎弟坂田組組長
- 堀田眞三：村富一家相談役 富里健三
- 吉川銀二：二代目村富一家若頭補佐 小仲組組長 小仲健吉 → 二代目村富一家若頭
- 岡崎礼：二代目村富一家 村冨会組員 木場徹
- 清水アキラ（※友情出演）：元 毛利組組員 村冨会預かり 春木久

雄仁会
- 千葉真一（※特別出演）：初代雄仁会会長 大賀磯治
- 岡崎二朗：初代雄仁会幹事長 松葉誠次郎 → 二代目雄仁会会長

大場一家
- 力也：初代大場一家総長 大場由昭
- 小西博之（※友情出演）：二代目大場一家総長 大場忠
- 大和武士：大場一家直参吉仲組組長 吉仲譲二 → 雄仁会直参

岩神会
- 清水健太郎：四代目山王会直参稲田一家代貸 岩神会会長 岩神大洋

その他
- 川村亜紀：タナカレイコ
- 村上和彦：媒酌人
- 島田洋八：刑事

## スタッフ
- 監督：津島勝（1）、石原興（完結篇）
- 製作：及川次雄
- 企画・製作：村上劇画プロ
- 原案：村上和彦
- 営業統括：小林正人（GPミュージアム）
- プロデューサー：渡来猛人、田中政裕、水野純一郎
- 脚本：村上和彦、中田圭
- 音楽：ミュージックデザイン
- 撮影：藤原三郎（1）、江原祥二（完結篇）
- 照明：豊浦清山（1）、村上康三（完結篇）
- 美術：古賀治郎（1）、原田哲男（完結篇）
- 録音：河合博幸（1）、中路豊隆（完結篇）
- 装飾：鎌田康男
- 編集：園井弘一
- ガンエフェクト / 刺青：栩野幸知
- 方言指導：松尾勝人
- ナレーター：楠年明
- 制作協力：松竹京都映画
- 製作：「九州やくざ抗争」製作委員会

## リリース
- 『実録 九州やくざ抗争 誠への道』（2006年11月25日、ミュージアム）VHS / DVD
- 『実録 九州やくざ抗争 誠への道 完結編』（2007年1月25日、ミュージアム）VHS /DVD

## 備考
- 2009年に、同じく浪川政治がモデルの浪岡政浩を主人公に、二代目雄仁会二代目村富一家村富会若頭時点から描いた、白竜主演『九州激動の1520日 新・誠への道』全3巻が同じくミュージアムからDVDでリリースされた。前シリーズ『実録・九州やくざ抗争 誠への道』が挿入されるように続編であるが、松葉誠次郎（雄仁会初代幹事長→雄仁会二代目会長）役の岡崎二朗以外はキャストもスタッフも一新されておりクレジットに村上和彦の名もない。
  - 九州激動の1520日 新・誠への道（2009年10月25日）DVD
  - 九州激動の1520日 新・誠への道 第二部（2009年11月25日）DVD
  - 九州激動の1520日 新・誠への道 完結編（2009年12月25日）DVD